# Heilkunde

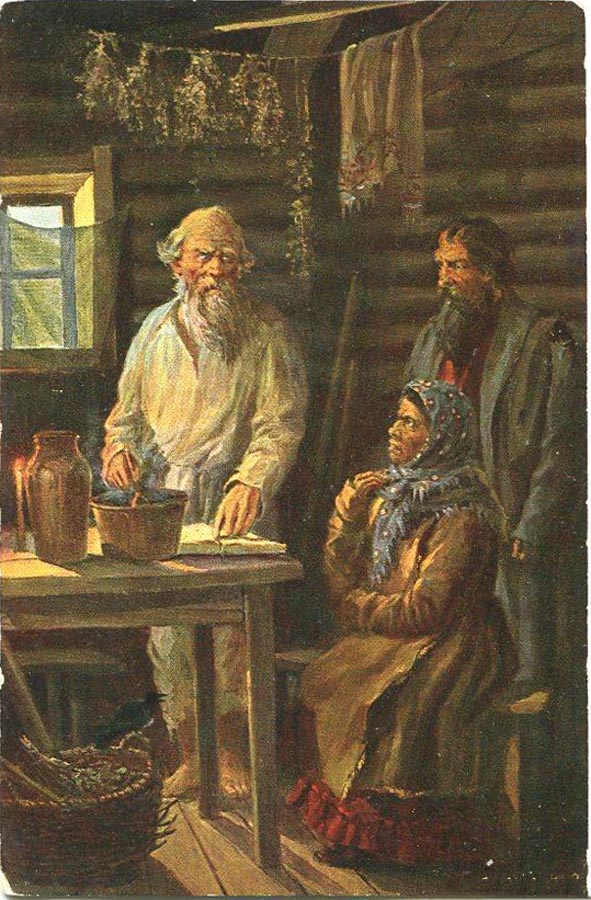
„Im Haus eines Medizinmannes“, Postkarte von I. M. Lvov (1912)

Der Begriff Heilkunde bezeichnet die Gesamtheit der menschlichen Kenntnisse und Fähigkeiten über die Entstehung, Heilung und Verhinderung (Prävention) von Krankheiten. Er wird als Synonym für Medizin im Allgemeinen, aber auch innerhalb der Alternativmedizin, der Volksheilkunde und der Psychotherapie verwendet.

## Ausübung einer Heilkunde
Die Ausübung einer Heilkunde (genannt auch Heilkunst und Heilwissenschaft) ist in Deutschland, Österreich und der Schweiz rechtlich unterschiedlich geregelt, siehe Artikel Heilpraktiker.
Sie kann in Einzelfällen außerhalb der sie regelnden Gesetze in Deutschland dann erlaubt sein, wenn eine unmittelbare, bzw. eine mittelbare Gefährdung des Patienten durch die Behandlungstätigkeit ausgeschlossen werden kann. Eine unmittelbare Gefährdung ist gegeben, wenn durch die Behandlung selbst eine Schädigung des Patienten erfolgen kann, die über das allgemeine Lebensrisiko hinausgeht. Eine mittelbare Gefährdung ist gegeben, wenn der Patient vom Besuch beim Arzt abgehalten wird.

## Unterstützende Tätigkeiten durch Asylbewerber
Nach dem § 90 AsylG können unter bestimmten Voraussetzungen auch Asylbegehrende, die über eine abgeschlossene Ausbildung als Arzt verfügen, zur vorübergehenden Ausübung von Heilkunde ermächtigt werden, damit sie Ärzte bei der medizinischen Versorgung der Asylbegehrenden unterstützen. Die Tätigkeit darf nur unter der Verantwortung eines Arztes und nur in Aufnahmeeinrichtungen nach § 44 oder Gemeinschaftsunterkünften nach § 53 AsylG ausgeübt werden. Die Regelung des § 90 AsylG, die mit dem am 24. Oktober 2015 in Kraft getretenen Asylverfahrensbeschleunigungsgesetz eingeführt wurde, trat am 24. Oktober 2017 außer Kraft.
Für Österreich wird berichtet: „Nach Ansicht des Gesundheitsministeriums können Flüchtlinge mit ärztlicher Ausbildung unterstützend als Dolmetscher oder aber als Hilfspersonen unter Aufsicht eines berufsberechtigten Arztes in Österreich tätig werden. Auch besteht die Möglichkeit der Übertragung einzelner ärztlicher Tätigkeit durch einen in Österreich berufsberechtigten Arzt an Personen, die zum Patienten in einem örtlichen und persönlichen Naheverhältnis stehen und glaubhaft versichern, sie seien Ärzte und im Herkunftsland ärztlich tätig gewesen.“